# Béthencourt
Béthencourt település Franciaországban, Nord megyében. Lakosainak száma 697 fő (2022. január 1.). Béthencourt Quiévy, Viesly, Beaumont-en-Cambrésis, Beauvois-en-Cambrésis, Bévillers és Caudry községekkel határos.

## Népesség
A település népességének változása:
| Lakosok száma | 775  | 758  | 761  | 749  | 751  | 755  | 736  | 716  | 697  |
|               | 2013 | 2015 | 2016 | 2017 | 2018 | 2019 | 2020 | 2021 | 2022 |